# Zdeněk Fibich
Václav Antonín Zdeněk Fibich fue un compositor checo nacido en Vseborice el 21 de diciembre de 1850 y fallecido en Praga el 15 de octubre de 1900. 

## Biografía
Fue alumno de Ignaz Moscheles en el Conservatorio de Leipzig y Hans Richter en Praga. En 1871 se estableció en la capital checa, donde fue nombrado director del Teatro Nacional. 
Fue considerado uno de los más grandes compositores de la escuela nacional de Bohemia del siglo XIX junto a Antonín Dvořák y Bedřich Smetana.

## Obra
Autor de varias obras inspiradas en el lenguaje teatral de Wagner, escribió varias óperas, tres sinfonías, un ciclo de más de 300 miniaturas para piano titulado Impresiones, vivencias, recuerdos, tres cantatas y dos misas, además de otras obras orquestales y de cámara.

### Ópera
- Bukovín
- Blaník
- Nevěsta messinská
- Bouře
- Hedy
- Šárka
- Medea
- Pád Arkuna

### Melodrama
- Hippodamie
- Vodník
- Štědrý Den

### Sinfonía
- Toman a lesní panna
- Othello
- Sinfonía n.º 1 op. 17
- Sinfonía n.º 2 op. 38
- Sinfonía n.º 3 op. 53

### Orquestal
- Missa Brevis, op. 21
- Suita pro orchestr, op. 54
- Romance pro housle a klavír, op. 10
- Sonáta D-dur pro housle a klavír (1876)
- Sonatina pro housle a klavír, op. 27 (1869)
- Klavírní kvarteto E-moll, op. 11
- Klavírní kvinteto D-dur, op. 42
- Smyčcový kvartet G-dur, op. 8
- Smyčcový kvartet č. 1, A-dur, op. (1874)

## Fuente
- Esta obra contiene una traducción  derivada de «Zdeněk Fibich» de Wikipedia en italiano, publicada por sus editores bajo la Licencia de documentación libre de GNU y la Licencia Creative Commons Atribución-CompartirIgual 4.0 Internacional.